# Пак Ён Хун
Пак Ён Хун (кор. 박영훈?, 朴永訓?, род. 1 апреля 1985 года) — корейский го-профессионал 9 дана, двукратный обладатель титула Мёнин.

## Биография
Пак Ён Хун стал самым молодым корейским го-профессионалом, получившим высший разряд — 9 профессиональный дан, достигнув его в 19 лет. Он поднялся с 1 до 9 дана за 4 года и 7 месяцев. Достижение 9 дана связано с его победой в Кубке Fujitsu 2004 года. Прежде он завоевал титул Чхонвон в возрасте 16 лет, что также стало сенсационным результатом. Касательно стиля игры, Пак Ён Хун отличается глубоким просчётом комбинаций ходов и выдающимися концовками партий — часто Пак преломлял ход партии в свою пользу именно на стадии окончания игры.

## Титулы
Пак Ён Хун занимает 9 место по количеству выигранных им титулов го в Корее.
| Титул                    | Год        |
| ------------------------ | ---------- |
| Существующие             | 13         |
| Мёнин                    | 2010       |
| Кубок GS Caltex          | 2007, 2008 |
| Кисон                    | 2005—2008  |
| Кубок Prices Information | 2005       |
| Чхонвон                  | 2001       |
| Кубок Maxim              | 2007, 2010 |
| Кубок BC Card            | 2005       |
| Кубок Yeongnam Ilbo      | 2005       |
| Международные            | 3          |
| Кубок Fujitsu            | 2004, 2007 |
| Кубок Zhonghuan          | 2004       |

Участвовал в финале розыгрыша
| Титул                    | Год       |
| ------------------------ | --------- |
| Существующие             | 3         |
| Кубок GS Caltex          | 2009      |
| Кубок Maxim              | 2008      |
| New Pro Strongest        | 2003      |
| Ранее существовавшие     | 1         |
| Кубок LG Refined Oil     | 2004      |
| Континентальные          | 1         |
| China-Korea New Pro Wang | 2005      |
| Международные            | 1         |
| Кубок Samsung            | 2003 2008 |